# Roodhoornpas
De Roodhoornpas (Engels: Redhorn Gate) is een fictieve bergpas in de fantasy-wereld Midden-Aarde van J.R.R. Tolkien.
De bergpas is een van de weinige punten waar de Nevelbergen overgestoken kunnen worden. De pas ligt ongeveer halverwege Andrath of Hoge Pas, nabij Imladris in het noorden en de Kloof van Rohan in het zuiden.
De pas is gelegen boven het oude Dwergenrijk Moria en wordt overzien door drie hoge bergen: Caradhras, Celebdil en Fanuidhol. De pas verbindt Eregion in het Oosten met het Deemrildal in het westen.

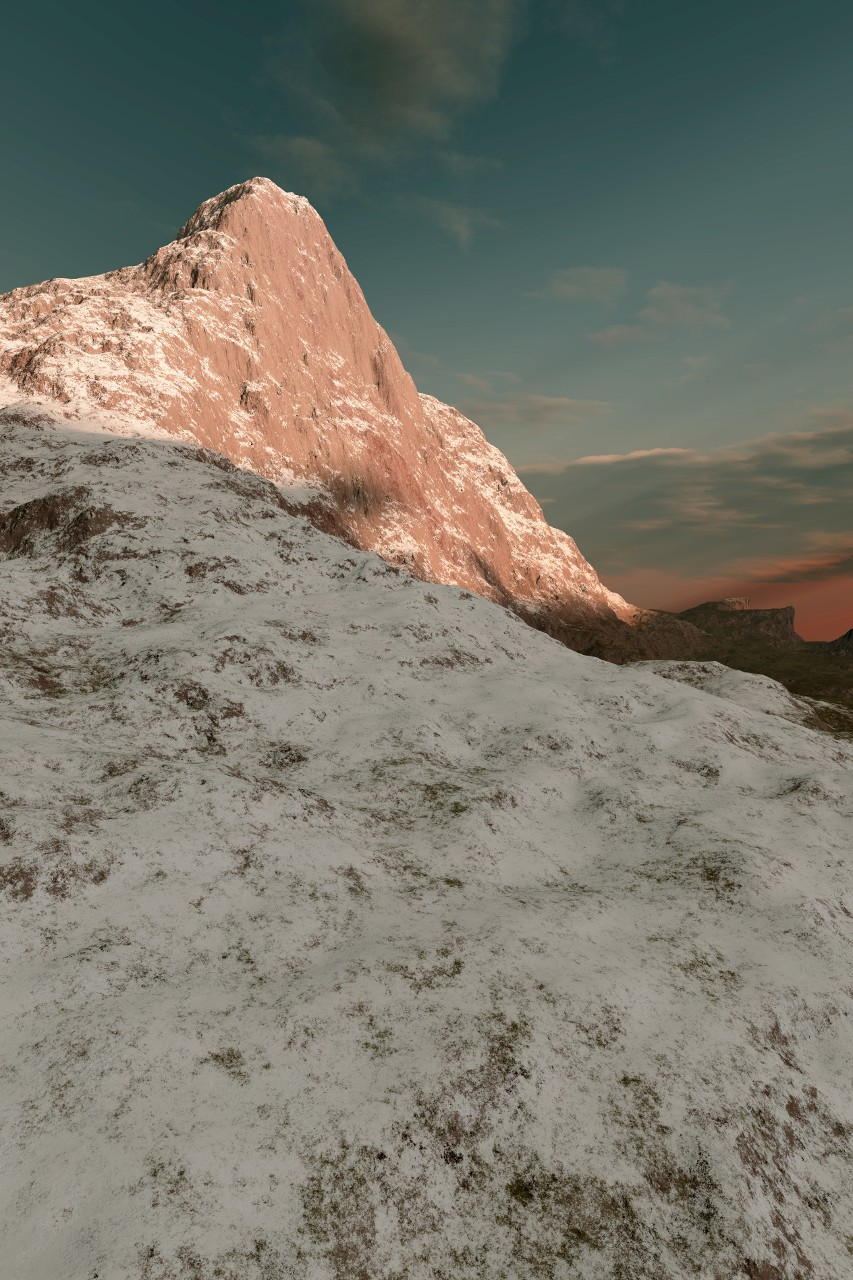
De fictieve berg "Caradhras"

Deze pas blijkt een onneembaar obstakel te zijn voor het Reisgenootschap van de Ring in het eerste deel van het boek In de Ban van de Ring. Ze proberen hier de bergen over te steken omdat de Kloof van Rohan ze te dicht langs Isengard en Saruman zou leiden. Mede dankzij tovenarij van Saruman slaagt het reisgenootschap er niet in de pas over te steken.

## Caradhras
De rode berg Caradhras (Nederlands: Roodhoorn, Engels: Redhorn) is de noordelijkste van de drie toppen en wordt in het Khuzdul, de taal van de Dwergen, Bara-zinbar genoemd.
Het Reisgenootschap van de Ring bevindt zich op de flanken van deze berg als ze gedwongen worden hun oversteek van de pas op te geven.
De naam Caradhras lijkt op het Griekse woord χαράδρα (charadra), wat in het Nederlands bergstroom betekent.

## Celebdil
De witte berg Celebdil (Nederlands: Zilverpunt, Engels: Silvertine) is de meest westelijke van de drie toppen en wordt in de taal van de Dwergen Zirak-zigil genoemd (wat in waarschijnlijk 'hoog zilver' betekent.
Op de top van de Celebdil eindigt de eindeloze trap, een door de Dwergen vervaardigd meesterwerk die van het laagste punt van Moria in een onafgebroken spiraal de berg op leidt. Deze trap was gemaakt ten tijde van Durin de Onsterflijke, voor wie op de top van de trap nog een toren was uitgekerfd in de rots, bekend als de toren van Durin.
Het gevecht tussen Gandalf en de Balrog vond voor een gedeelte plaats op de eindeloze trap. Uiteindelijk zou Gandalf zijn tegenstander boven op de Celebdil verslaan en van de bergwand afgooien.

## Fanuidhol
De grijze berg Fanuidhol (Nederlands: Wolktop, Engels: Cloudy Peak) is de meest oostelijke van de drie toppen en wordt in de taal van de Dwergen Bundushathûr genoemd.

## Deemrildal
Vanuit de bergen stroomt de rivier de Deemril naar het westen. Het dal wordt door de dwergen Azanulbizar genoemd en door de elfen van Lothlórien Nanduhirion. De bovenloop van de rivier is onderdeel van de Roodhoornpas: nadat de drie toppen gepasseerd zijn kan de rivier gevolgd worden tot in het dal van de Anduin. In 2799 werd in het dal de Slag van Azanulbizar tussen de dwergen en orks uitgevochten.